# Carol Leigh
Carol Leigh   (Nova York, 11 de gener de 1951 - San Francisco, 16 de novembre de 2022), també coneguda amb el sobrenom de «Scarlot Harlot», va ser una artista estatunidenca, cineasta i activista dels drets de les treballadores sexuals. A finals de la dècada de 1970, va popularitzar el concepte de «treball sexual» en una conferència de Women Against Violence in Pornography and Media, i el va definir com «un terme laboral, no un crim ni un pecat. És un treball que realitzen milions de persones que són estigmatitzades i criminalitzades per treballar per a mantenir les seves famílies».
La terminologia utilitzada en la conferència per la indústria del sexe va ser «Sex Use Industry». La perífrasi la va molestar perquè objectivava les treballadores sexuals i banalitzava l'ofici que tenien a l'hora d'organitzar la seva feina. Leigh va suggerir que el grup rebés el nom d'«indústria del treball sexual» i va començar a utilitzar el terme «treballadora sexual» en les seves conferències abans no aparegués per primera vegada publicat en una notícia d'Associated Press el 1984. Leigh va explicar en un assaig posterior titulat Inventing Sex Work que: 
«Vaig inventar el terme treball sexual. No l'activitat, és clar. Aquesta invenció va ser motivada pel meu desig de conciliar els meus objectius feministes amb la realitat de la meva vida i de les vides de les dones que coneixia. Vaig crear un ambient de tolerància dins i fora del moviment de les dones per a les dones que treballen en la indústria de sexe».
Leigh va viure a San Francisco des del 1977 i era bisexual. Va arribar a presidir el Sex Worker Film and Arts Festival i a dirigir la Bay Area Sex Worker Advocacy Network (BAYSWAN), una organització sense ànim de lucre que treballa per a millorar les condicions laborals de les treballadores sexuals i eliminar-ne la discriminació.